# Championnat de Belgique masculin de handball 1963-1964
Navigation
Division 1 1962-1963 Division 1 1964-1965
La saison 1963-1964 du Championnat de Belgique masculin de handball est la 6e édition de la plus haute division belge de handball.

## Participants
- KV Sasja HC Hoboken
- KAV Dendermonde
- HC Beyne
- Unif
- Sparta Aalst
- KV Machelen
- CH Schaerbeek Brussels
- SD Antwerpse
- HV Uilenspiegel Wilrijk
- Inter HC Herstal
- Progrès HC Seraing
- ROC Flémalle.